# Cadillac Allanté
La Cadillac Allanté rappresentò il primo tentativo della Cadillac di entrare nel segmento delle roadster di lusso. Venne commercializzata dal 1987 al 1993. Il pianale e il motore provenivano dalla Cadillac Eldorado.

## Contesto

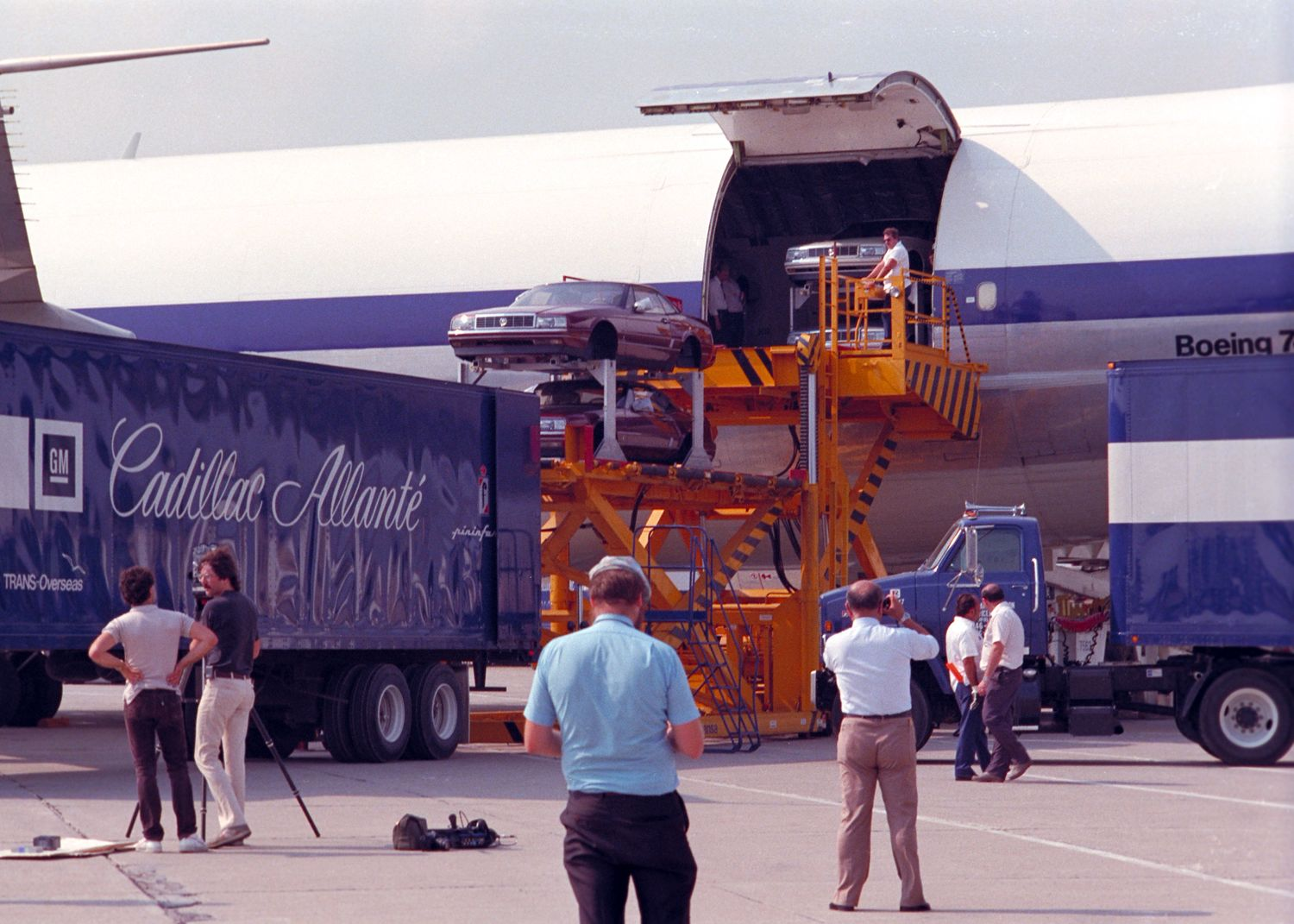
Il trasporto delle Allanté via Boeing 747

Introdotta nel 1987, come concorrente della Mercedes-Benz 560 SL, l'auto era motorizzata con un 4,1 L PFI (Port Fuel Injected) V8 derivato dal motore ad iniezione standard V8 che già la Cadillac produceva.
In seguito la cilindrata del motore fu portata a 4,5 L e la potenza erogata raggiunse i 200 hp (150 kW). Questo fu il motore che la vettura mantenne per tutta la sua produzione tranne che per l'ultimo anno, il 1993, quando venne utilizzato il 4,6 L Northstar DOHC che con il sistema VVT arrivava a 295 hp (220 kW).
La vettura durante tutta la sua vita commerciale subì poche modifiche, alla fine ne furono prodotti 21.430 esemplari.
La Allanté veniva assemblata a Detroit, con meccanica locale montata su carrozzerie provenienti dall'Italia e prodotte dalla Pininfarina di Grugliasco, dove le scocche venivano lastrate e verniciate, per poi essere trasferite a San Giorgio Canavese – in uno stabilimento eretto appositamente per la Allanté – dove le vetture venivano carrozzate e, infine, inviate a destinazione per mezzo di speciali Boeing 747, appositamente allestiti, con un ponte aereo dall'aeroporto di Torino Caselle. Questo sistema fece nascere una serie di interessanti soprannomi quali la Cadillac volante dall'Italia oppure la catena di montaggio più lunga del mondo.
Il prezzo iniziale della Allanté era di 54.000 dollari USA, molto al di sopra del prezzo delle altre Cadillac dell'epoca.